# Касаб, Зольтан
Зольтан Касаб (венг. Zoltán Kaszab, 23 сентября 1915 — 4 апреля 1986) — венгерский энтомолог, колеоптеролог, крупный специалист по жукам-чернотелкам. Описал более 3 тыс. новых для науки таксонов насекомых. В его честь названо более 400 новых видов животных. Академик Венгерской академии наук (1979), доктор биологических наук (1958).

## Биография
Родился 23 сентября 1915 года в деревне Фармос около города Надьката в медье Пешт в центральной части Венгрии. После окончания средней школы он поступил в Университет Пазмани-Петер в Будапеште, где в 1938 году получил диплом с отличием по специальности зоология-геология-минералогия. Сначала он работал стажером-добровольцем Национального музея в Будапеште (с 1937 по 1941 годы), затем стажером на платной основе (1941—1950), после чего он стал полноправным куратором коллекции жесткокрылых. Позднее он был заведующим отделом зоологии Национального музея (1955—1969), затем заместителем директора (1969—1970) и, наконец, директором (1970—1985). За время его долгой службы количество экземпляров коллекции жесткокрылых выросло с 1,2 миллиона до 3 миллионов в результате поездок, обменов, приобретений и образцов, оставленных в обмен на идентификацию. Кандидат (1952) и доктор биологических наук (1958). Почти каждый год он совершал исследовательские поездки в различные регионы мира. Он посвятил себя фаунистическим и систематическим исследованиям животного мира, коллекционированию материалов и пополнению музейных коллекций. Венгерская академия наук избрала его членом-корреспондентом в 1967 году и полноправным членом в 1979 году. Он также был принят в качестве члена нескольких иностранных профессиональных ассоциаций и учреждений
Умер 4 апреля 1986 в Будапеште (Венгрия).

## Труды
Касаб внёс вклад в энтомологию, таксономию, зоогеографию и фаунистическую генетику. Изучал фауну жесткокрылых, зоологические проблемы океанических архипелагов, почвенную фауну пустынных зон. Совершив множество экспедиций (в том числе, шесть в Монголию, 1963—1968), собрал большую коллекцию насекомых и других животных, часть которой передавал на исследование специалистам по соответствующим группам. В результате обработки собранного им материала более 160 зоологов из 20 стран опубликовали 480 статей в серии «Ergebnisse der Zoologischen Forschungen von Dr. Z. Kaszab in der Mongolei», в которых описали около 1600 новых для науки видов различных беспозвоночных. Касаб был крупным специалистом по жукам-чернотелкам (Tenebrionidae) и нарывникам (Meloidae). Он описал более 3700 новых для науки таксонов насекомых (1972 вида, 115 родов, 43 подрода, 249 новых подвидов, 1210 новых вариаций и других таксонов). Касаб был автором 397 научных статей, а также, 8 томов в серии «Фауна Венгрии», в том числе по кантароидным семействам жуков (Malacodermata — 1955), по тенебрионоидным семействам жуков (Tenebrionidae и другие — 1956, 1957, 1979), по зерновкам (Bruchidae — 1967), по усачам (Cerambycidae — 1971), по веерокрылым (Strepsiptera — 1977, совместно с R. Kinzelbach), по карапузикам (Histeridae — 1980, совместно с S. Mazur).

### Серия «Fauna Hungáriáé»
- Különböző csápú bogarak — Diversicornia I, Lágy testű bogarak — Malacodermata. — Fauna Hungáriáé, Coleoptera III. 8 (1): 1—144, 62 figs. (1955)
- Felemás lábfejízes bogarak III. — Heteromera III . — Fauna Hungáriáé, Coleoptera IV , 9 (3):1—108, 81 figs. (1956)
- Felemás lábfejízes bogarak I — Heteromera I . — Fauna Hungáriáé, Coleoptera IV, 9(1): 1-126, 89 figs. (1957)
- Levélbogarak — Chrysomelidae. — Fauna Hungáriáé, Coleoptera IV. 9 (6) : 1—416, 170 figs. (1962)
- Cincérek. Cerambycidae. — Fauna Hungáriáé, Coleoptera IV, 9 (5): 1—283, 176 figs. (1971)
- Legyezőszárnyúak — Strepsiptera. — Fauna Hungáriáé, Coleoptera V. Strepsiptera 10 (10):1—54, 27 figs. (1977; вместе с R. Kinzelbach)
- Felemás lábfejízes bogarak II . Heteromera II . — Fauna Hungáriáé, Coleoptera IV, 9 (2): 1—100, 45 figs. (1979)
- Sutabogarak — Histeridae. — Fauna Hungáriáé, Coleoptera II , 7 (14): 1—123, 74 figs (1980; вместе с S. Mazur).

### Серия «Fauna of Saudi Arabia»
- Insects of Saudi Arabia. Coleoptera: Fam. Tenebrionidae (Part 2). Zusammenfassung der bis jezt aus Arabien bekanntgewordenen Tenebrioniden (First part). — Fauna of Saudi Arabia 3: 276—401, Fig. 1—149; (Second part) 4 (1982): 124—243, Fig. 150—289. (1981)
- Insects of Saudi Arabia. Coleoptera: Farn. Meloidae. A synopsis of the Arabian Meloidae. — Fauna of Saudi Arabia 5: 144—204, Pl. 1—6. (1984)

## Признание
Касаб был принят в качестве члена нескольких иностранных профессиональных ассоциаций и учреждений.
- Академик Венгерской академии наук (1975)
- Почётный член Всесоюзного энтомологического общества
- Почётный член Королевского энтомологического общества Бельгии
- Почётный член Югославского энтомологического общества
- Почётный член Чехословацкого энтомологического общества
- Почётный член Польского энтомологического общества
- Член-корреспондент Национального музея естественной истории в Париже

### Эпонимия
В честь Касаба названо более 486 новых таксонов животных (434 вида и 52 других таксона), в том числе родового уровня:
- Kaszabospirura  Mészáros, 1975, Acta zool. hung. 21 (1-2): 97 (Spiruridae, Нематоды)
- Kaszabellina  Betsch, 1977, Annls hist.-nat. Mus. natn. hung. 69: 79 (Bourletiellidae, Коллемболы)
- Kaszabia  Rauser, 1968, Entom. Abh. Mus. Tierk. Dresden 34: 373 (Perlodidae, Веснянки).
- Kaszabinus  Dlabola, 1965, Sb. faun. Praci ent. Odd. nár. Mus. Praze 11: 115 (Цикадки).
- Kaszabellus  Jedliöka, 1954, Annls hist.-nat. Mus. natn. hung. (ser. n.) 5: 227 (Жужелицы)
- Kaszabaenus  J. R. Winkler, 1972 (1974), Acta Univ. Carol., Biol. p. 392. (Пестряки)
- Kaszabister  Mazur, 1972, Annls hist.-nat. Mus. natn. hung. 64: 189 (Карапузики)
- Kaszabella  Hlisnikovsky, 1964, Annls hist.-nat. Mus. natn. hung. 56: 321. (Лейодиды)
- Kaszaba  Matthews & Doyen, 1989, Records of the South Australian Museum 23: 40. (Чернотелки)[8]
- Kaszabadelium  Watt, 1992, Fauna of New Zealand 26: 29. (Чернотелки)[9]
- Kaszabiella  Koch, 1943, Mitt. Münchn. Ent. Ges. 33 : 885. (Чернотелки)
- Kaszabochillus  Fouquè, 2015, Annls hist.-nat. Mus. natn. hung. (ser. n.) 55: 228. (Чернотелки)[10]
- Kaszaboscelis  Löbl et Merkl, 2003, Acta Zoologica Academiae Scientiarum Hungaricae 49: 246 (Чернотелки)[11]
- Kaszabus  Freude, 1967, Ent. Arb. Mus. Frey 18: 194 (Чернотелки)
- Kaszabicyrtus  Szelényi, 1971, Acta zool. hung. 17 (3-4): 389 (Encyrtidae)
- Kaszabanoetus  Mahunka, 1976, Acta zool. hung. 22 (3-4): 31 7 (Acarida).
- Kaszabbrasiluropoda  Hirschmann, 1980, Acarologie 26 : 66 (Mesostigmata).
- Kaszabcyllibula  Hirschmann, 1980, Acarologie 26 : 63 (Mesostigmata).
- Kaszabiatriogon  Hirschmann, 1980, Acarologie 26 : 61 (Mesostigmata).
- Kaszabjbaloghia  Hirschmann, 1973, Acarologie 19: 103 (Mesostigmata).
- Kaszabobates  J. Balogh, 1972, The Oribatid Genera of the World, Budapest: 84 (Панцирные клещи).
- Kaszabothrombium  Felder, 1973, Acarologia 15 (4): 703 (Prostigmata).
- другие